# Hedersleben
Hedersleben è un comune tedesco di 1 317 abitanti situato nel land della Sassonia-Anhalt.